# Старые плуги
Фестиваль «Старые плуги» (фр. Festival des Vieilles Charrues) — музыкальный фестиваль, принимающий артистов разнообразных музыкальных течений. Фестиваль проводится ежегодно во Франции, длится четыре дня и начинается в середине июля в коммуне Каре-Плугер, в регионе Бретань.
Проведенный впервые в 1992 году (в соседней коммуне Ландело), фестиваль открыт для разных музыкальных жанров и позиционируется как мероприятие для широкой публики. Это первый по многочисленности музфестиваль Франции. Посещаемость мероприятия стабильно растет, последний рекорд посещаемости поставлен летом 2017 года и составляет 280 тысяч зрителей.
Специально созданная гражданская организация занимается проведением «Старых плугов» и переводит часть полученных доходов на финансирование культурного развития региона Бретань.